# Antyki (film)
Antyki – polski paradokumentalny film fabularny, sensacyjny z roku 1977 w reżyserii Krzysztofa Wojciechowskiego ze scenariuszem Ryszarda Gontarza. Autorem zdjęć jest operator Jacek Prosiński. Jako muzykę filmową wykorzystano utwory Fryderyka Chopina.

## O filmie
Produkcja ta została nagrodzona przez redakcję "Głosu Wybrzeża" "za podjęcie tematyki szczególnie istotnej dla ochrony dóbr kultury narodowej" na Festiwalu Polskich Filmów Fabularnych w Gdańsku w 1978. Podjęto w nim bowiem temat nielegalnego wywozu dzieł sztuki oraz metod walki z przestępczością.

## Opis fabuły
Wicedyrektor instytucji zajmującej się zabezpieczaniem antyków ucieka na Zachód. Na jego miejsce przychodzi dyrektor Nawik (Bronisław Frankowski), współpracujący z milicją. Na skutek tych działań szajka przemycająca i handlująca nielegalnie dziełami sztuki zostaje zdemaskowana. Nie wszystkie dzieła sztuki mają jednak szansę powrócić do kraju.

## Obsada
- Leonard Mokicz jako Jan Leonard
- Januariusz Gościmski jr jako Janusz Nawrocki
- Zbigniew Bartosiewicz jako Finka
- Bronisław Frankowski jako Jerzy Nawik
- Bohdan Węsierski jako Bohdan Grot
- Władysław Łoziński jako Mecenas
- Kazimierz Radomski jako Prokurator
- Józef Prutkowski jako Stefan Kamiński
- Andrzej Szczepka jako Andrzej Kłeś
- Zbigniew Stajewski jako Okradziony
- Januariusz Gościmski sr jako Zbieracz
- Zbigniew Jerzyna jako Poeta
- Ryszard Fabisiak jako Pan Rysio
- Andrzej Kłosiński jako Plastyk
- Henryk Strzelecki jako Dyrektor Żarski
- Andrzej Lipiński jako Porucznik Wolski
- Marek Piasecki jako Sierżant Jurga
- Janusz Kotecki jako Kowalski
- Erazm Ciołek jako Fotoreporter
- Józef Słomka jako Pan Albin
- Janusz Groszewski jako Antykwariusz Schmidt
- Elżbieta Trzcionka jako Pamela
- Liliana Urbańska jako Piosenkarka
- Józefina Pellegrini jako Piosenkarka
- Jerzy Troszczyński jako Magik
- Antoni Jakubowski jako Chłop
- Bohdan Minkiewicz jako Kapitan Bielak
- Andrzej Gass jako Dziennikarz
- Włodzimierz Liksza jako Nowicki
- Krystyna Karkowska jako Kobieta
- Maciej Morawiec jako Jan Nowak